# テキサス日本事務所

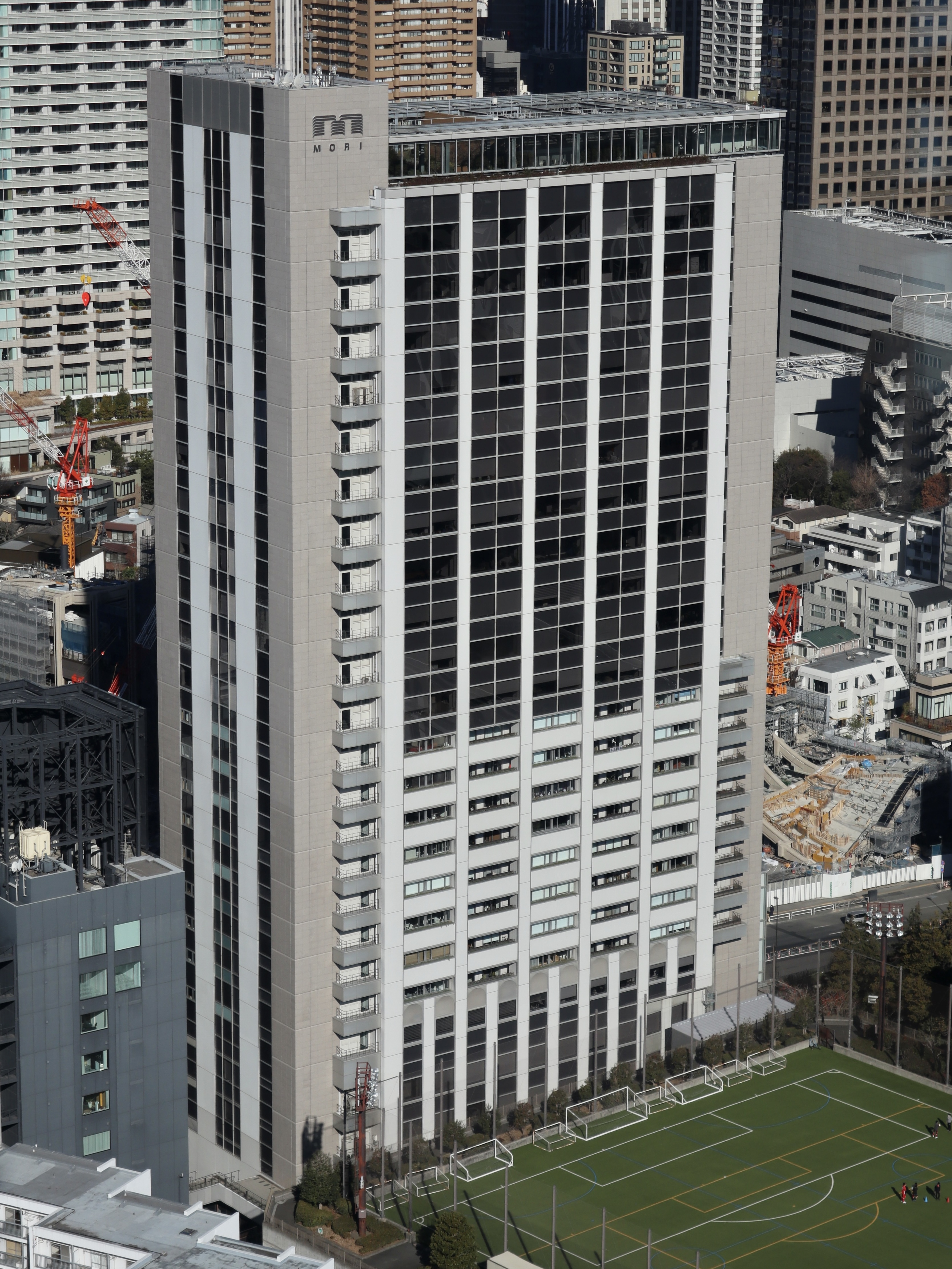
テキサス日本事務所が入居するオランダヒルズ森タワー

テキサス日本事務所（英語: Texas Japan Office）は、全米第二の人口、面積および経済規模を擁するテキサス州が日本の首都東京に設置している貿易事務所で、投資誘致や貿易推進を主な目的とする。1985年に設立された。代表は渡邉博之が務めている。
日本企業のテキサス進出を支援しており、例えば、長野県に本社を置く射出成形機製造大手の日精樹脂工業が2016年11月にテキサス第二の都市サンアントニオに新規工場を設立するに当たって、テキサス日本事務所が支援している。

## 所在地
〒105-0001　東京都港区虎ノ門5-11-1 オランダヒルズ森タワーRoP 602号

## 代表
| 代 | 氏名（日本語） | 氏名（英語）      | 着任       | 退任      | 備考                                       |
| -- | -------------- | ----------------- | ---------- | --------- | ------------------------------------------ |
| 1  | 白根直子       | Naoko Shirane     | 1985年     | 2013年6月 | サンアントニオ市名誉市長、旭日小綬章受章者 |
| 2  | 渡邉博之       | Hiroyuki Watanabe | 2013年11月 | （現職）  | [ 8 ]                                      |